# اس‌ای‌اس مندی (اف۱۴۸)
اس‌ای‌اس مندی (اف۱۴۸) (به انگلیسی: SAS Mendi (F148)) یک کشتی است که طول آن ۱۲۱ متر (۳۹۷ فوت) می‌باشد. این کشتی در سال ۲۰۰۳ ساخته شد.